# 関東自動車簗瀬営業所

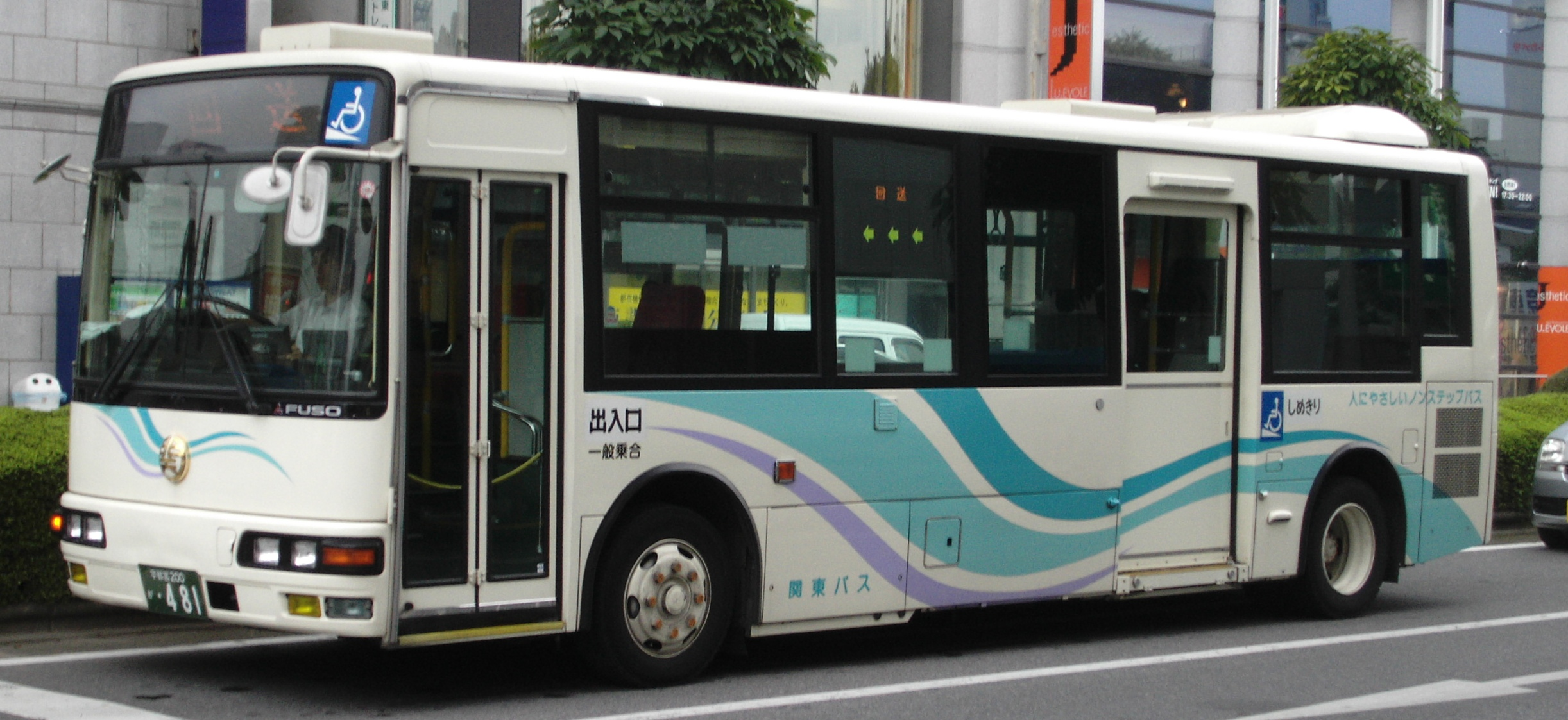
簗瀬営業所所属の一般路線バス

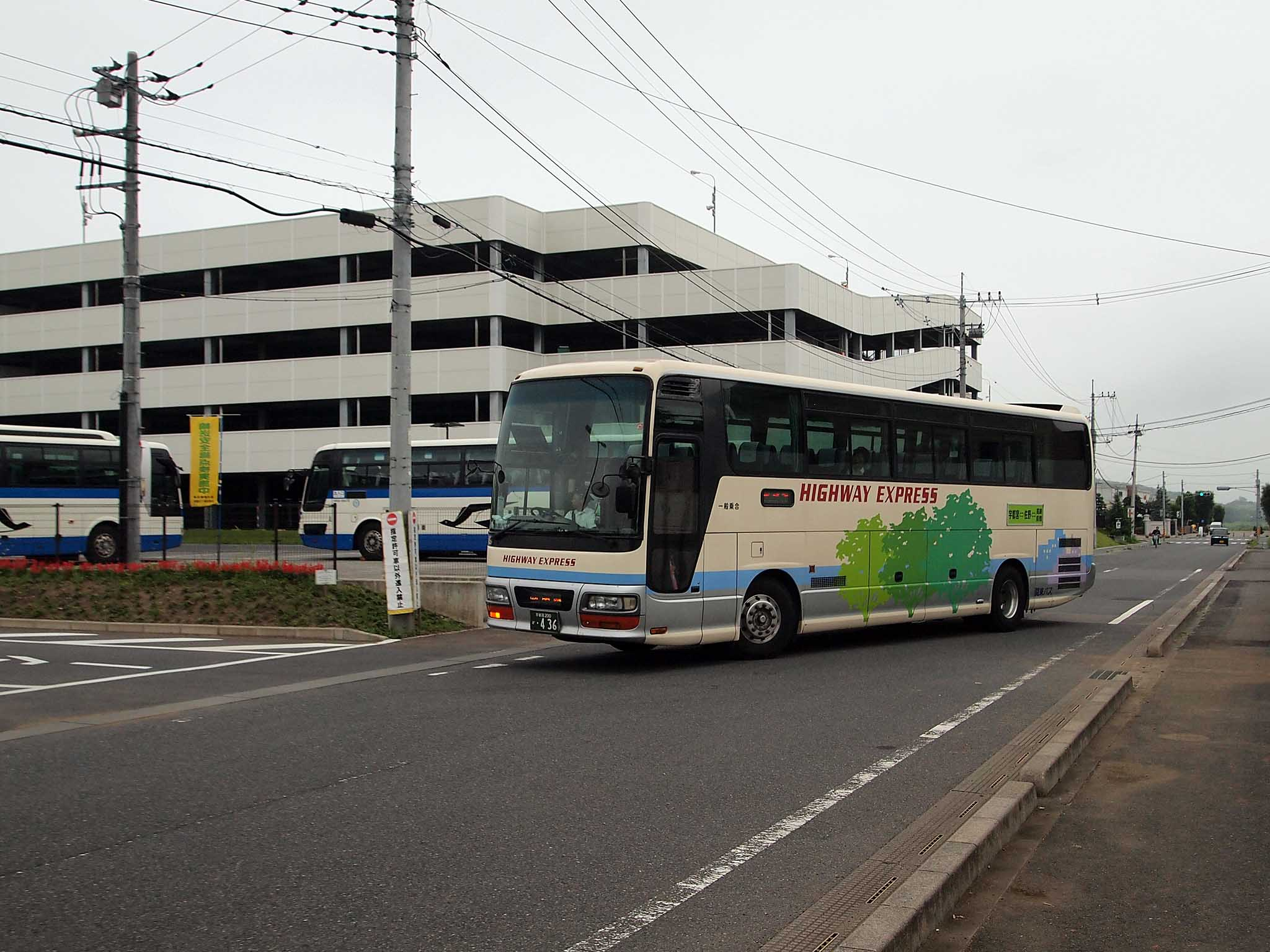
簗瀬営業所所属の高速バス（北関東ライナー 前橋線使用時）

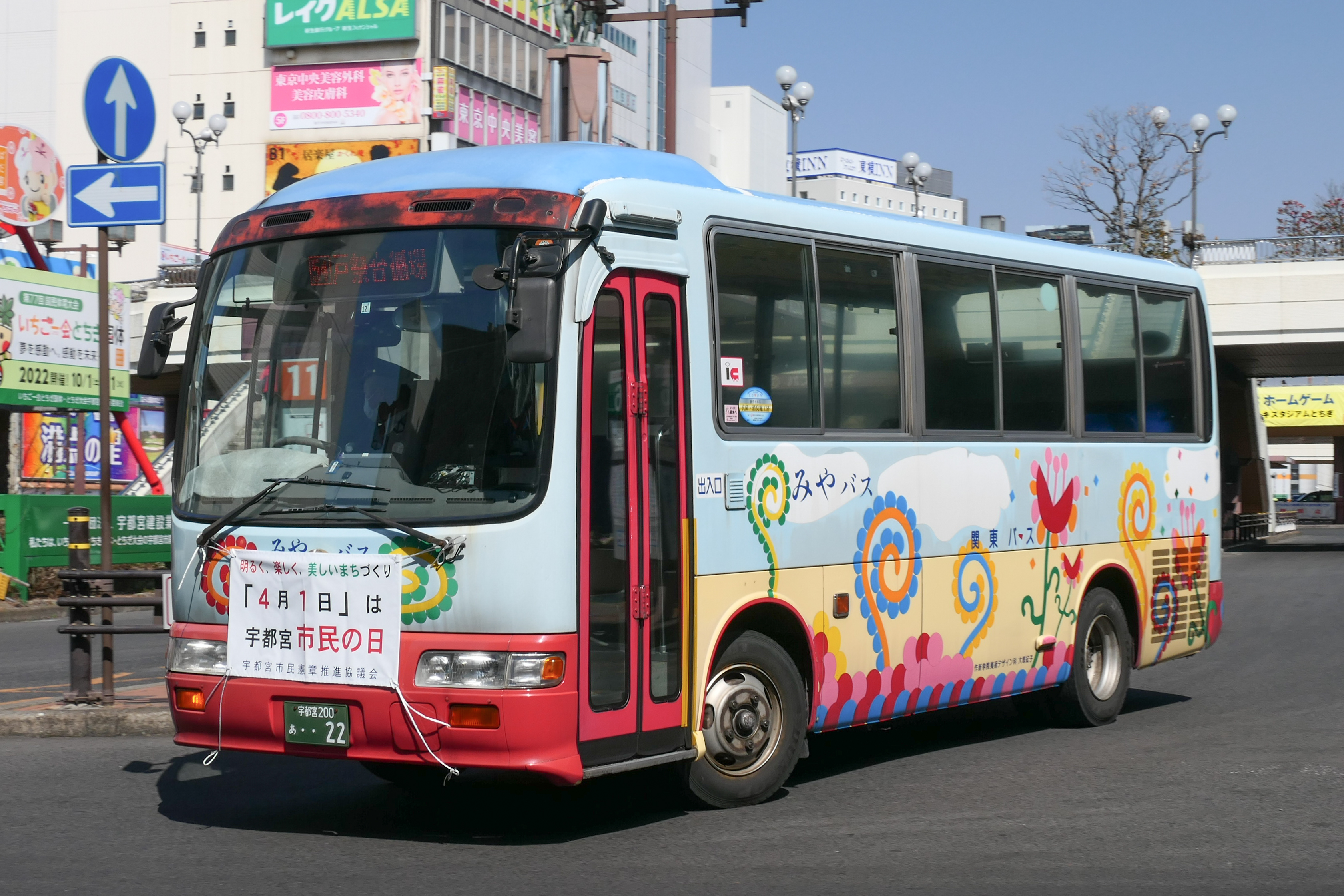
みやバスの専用車両（青系）

関東自動車簗瀬営業所（かんとうじどうしゃやなせえいぎょうしょ）は、栃木県宇都宮市簗瀬四丁目にある関東自動車のバス営業所。
一般路線は宇都宮市・日光市・鹿沼市・下野市、塩谷郡塩谷町をエリアとする。コミュニティ的路線「みやバス」、宇都宮市から受託するコミュニティバスである宇都宮市内循環バス「きぶな号」のほか、日光市から日光市営バスの一部路線も受託する。また宇都宮発着の高速バス・空港リムジンバスも担当している。所属車両のナンバープレートは、「栃木」「宇都宮」が存在する。
簗瀬営業所の最寄りバス停は「宿郷中（しゅくごうなか）」だが、このバス停には簗瀬営業所担当の路線は停車せず（小山営業所・駒生営業所担当の瑞穂野団地・東汗行きなどが停車する）、入出庫は主に宇都宮駅からの回送である。
なお本項では、簗瀬営業所の前身である旧宇都宮営業所と、旧宇都宮営業所出張所から各営業所が独立した経緯についても記述する。

## 歴史
もともと、関東自動車の宇河地区・日光・鹿沼・小山地区エリアの各営業所の起源は、1931年（昭和6年）に池上町（旧・池上町バス停付近）に開設された車庫機能と乗車券類を販売する営業所であった。この池上町（旧宇都宮町域）営業所は、1955年（昭和30年）に国鉄宇都宮駅前にあった駅前車庫に本社社屋が新築されるのに伴い、宇都宮営業所として社屋1階に移設された。
一方、簗瀬車庫は1962年（昭和37年）に駅前車庫を拡充するために旧簗瀬村域に開設され、乗車券類の販売を行ったことが無い車庫（駐車場）として維持されてきた。駅前営業所のバス運行機能は社屋建て替えと敷地内への関東チサンホテル（現チサンホテル宇都宮）の建設に伴い本社から分離され、車庫に統合。1989年（平成元年）、今市営業所の乗合部門と統合の際に、簗瀬営業所に改称した。
かつて、国鉄（省線）宇都宮駅前のバスステーションには、関東自動車の運行に加え駅前案内所や乗車券販売所等の機能を担う事業場と、駅前を発着する関東自動車の車庫および乗務員詰所があった。太平洋戦争後の復興期には、市内池上町にあった宇都宮営業所が宇都宮駅前に新築された本社社屋に移設され、さらに高度経済成長に伴う営業拡大によって機能は細分化され、市内外各車庫にバス運行業務と定期券や乗車券、回数券等の販売を行う出張所を開設、これが後に戸祭営業所、駒生営業所、江曽島営業所、鹿沼営業所、石橋営業所、小山営業所、今市営業所等の乗車券類を取り扱う営業所として独立された。
その後、バブル期に伴い事業分野が拡大され、バブル崩壊後は組織整理・再編が行われた。宇都宮駅前の宇都宮営業所のバス運行機能は単離されて車庫に統合された。なお、乗車券類を取り扱う営業所機能は利用客の多い駅前本社事業所に置かれている。こうした経緯から、簗瀬営業所のバス運行担当路線は概ねJR宇都宮駅を発着する路線となっているが、路線末端部の地域枝線も受け持っている。

### 沿革
- 1931年（昭和6年）
  - 省線宇都宮駅前のバスステーションがスタート。
  - 8月24日 城山自動車の事業譲受とともに宇都宮市川向町68に宇都宮営業所開設[3]
- 1941年（昭和16年）
  - 4月1日 石橋自動車を統合し、同社が運行していた宇都宮 - 小山、石橋 - 壬生、石橋 - 上三川 - 東汗間などを運行開始[4]。宇都宮営業所石橋出張所（石橋町石橋240）設置[5]。
- 1947年（昭和22年）
  - 4月15日 
    - 宇都宮市内バス営業所（宇都宮市川向町733）が分離[6]
    - 宇都宮営業所石橋出張所が石橋営業所として分離[5]
- 1950年（昭和25年）5月1日 宇都宮駅 - 栃木県総合運動公園線運行開始[7]
- 1951年（昭和26年）
  - 宇都宮営業所の市内バス出張所（後の戸祭営業所）を開設。
- 1955年（昭和30年）
  - 国鉄宇都宮駅前の宇都宮市川向町745番地に本社社屋を新築移転、社屋1階に宇都宮営業所を移転併設[3]、西側に第1車庫、南側に第2車庫（現存）を設置。
- 1958年（昭和33年）
  - 2月1日 宇都宮市桜旧本社跡地に郡部線用の桜通営業所を分離開設[5]
  - 10月1日 関東自動車も一部出資した宇都宮ヘルスセンター開設により、大谷観音線を宇都宮ヘルスセンターまで1区間延伸[8]
- 1959年（昭和34年）
  - 小山南車庫（現在の小山営業所）、一ノ沢出張所（後の駒生営業所）を開設。
- 1960年（昭和35年）
  - 7月20日 新里線運行開始[9]
- 1962年（昭和37年）
  - 宇都宮営業所簗瀬車庫を開設（後に営業所機能を本社屋から移転、宇都宮営業所となる。現在の簗瀬営業所）。
- 1963年（昭和38年）
  - 7月25日 簗瀬車庫敷地内南端に鉄筋コンクリート3階建ての「簗瀬女子寮」を新設[10]
  - 7月30日 簗瀬車庫新設工事完成[11]
  - 12月25日 立岩線運行開始[9]
- 1964年（昭和39年）
  - 2月7日 宇都宮営業所より今市出張所を分離し今市営業所を開設。宇都宮営業所市内バス出張所を分離し戸祭営業所を開設[11]。
- 1965年（昭和40年）
  - 一ノ沢出張所を移転、駒生出張所を開設。
  - 江曽島出張所（緑町）を開設。
- 1989年（平成元年）
  - 今市営業所を宇都宮営業所に統合、簗瀬営業所へ改称。
- 1996年（平成8年）
  - 営業所再編が行われ、鹿沼営業所が出張所に格下げとなり、簗瀬営業所の傘下となる（鹿沼出張所はその後、鹿沼営業所として再独立）。
- 2000年（平成12年）
  - ミニバス（日野・リエッセ）による「みやバス」3路線（戸祭台循環線、市役所循環線、東コミュニティセンター循環線）を新設。
- 2001年（平成13年）
  - 宇都宮市中心部の100円循環バス「スマイルバス」を試験運行（宇都宮商工会議所と協力）[12]。
- 2002年（平成14年）
  - スマイルバスを基に、宇都宮市中心部循環バス「きぶな号」を運行開始。これに伴い、宇都宮市内中心部の一般路線バスの運賃値下げを行う。
- 2019年（令和元年）
  - 5月18日 - 宇都宮市内循環線「きぶな号」の両回り運行開始。右回り便の「市役所先回り」を新設。従来の左回り便は「県庁先回り」と呼称。[13]
- 2021年（令和3年）
  - 9月30日 - 宇都宮駅東口～陽東桜ヶ丘～ベルモール線廃止[14]（東野平出営業所担当の陽東桜ヶ丘非経由便は運行継続）、宇大ベルモール循環は東野平出営業所に移管された。
- 2022年
  - 12月1日 - 高速バス北関東ライナー路線廃止

## 現行一般路線
（太文字停留所は、途中発着の設定がなされている停留所）
（[カッコ]は行先番号）
※日光市営バスは、関東自動車路線図記載の下小林線・今中線・市営住宅線のみ掲載。

### 日光街道方面
- [01]JR宇都宮駅 - 県庁前 - 東武駅前 - 桜通り十文字 - 栃木医療センター前 - 中戸祭 - 文星大学前 - 弁天橋 - 中徳次郎 - 一里塚 - 石那田 - 下大沢 - 中森友 - 日光市役所 - [56]今市車庫 - [56]JR日光駅 - 東武日光駅 - 神橋 - [56]日光東照宮

※土日休日はJR日光駅発着あり（下りJR日光駅行きは宝殿交差点から日光インター前の市道に迂回して上り宇都宮駅方面の停留所で終点になる）
※JR宇都宮駅から今市車庫間の区間便もある
※石那田から篠井ニュータウンを経由する便あり
- [01]JR宇都宮駅 - 県庁前 - 東武駅前 - 桜通り十文字 - 栃木医療センター前 - 中戸祭 - 文星大学前 - 弁天橋 - 中徳次郎 - 一里塚 - [52]石那田[注釈 2] - 篠井小学校前 - 塩野室局前 - 塩野室 - 佐貫観音前 - [58]船生
- [01]JR宇都宮駅 - 県庁前 - 東武駅前 - 桜通り十文字 - 栃木医療センター前 - 中戸祭 - 文星大学前 - 弁天橋 - 中徳次郎 - 一里塚 - 石那田 - 篠井小学校前 - [52]篠井ニュータウン

※JR宇都宮駅 - 石那田間の区間便もある
- [01]JR宇都宮駅 - 県庁前 - 東武駅前 - 桜通り十文字 - 栃木医療センター前 - 中戸祭 - 文星大学前 - 弁天橋 - [52]山王団地
  - 2025年（令和7年）4月1日 - 「野沢寺」停留所と「大杉屋」停留所間に「若竹の杜若山農場」停留所を新設。[18]

### 新里街道方面
- [01]JR宇都宮駅 - 県庁前 - 東武駅前 - 桜通り十文字 - 栃木医療センター正門前 - 戸祭 - 宝木 - 仁良塚 - 新里町 - [51]ろまんちっく村
- [01]JR宇都宮駅 - 県庁前 - 東武駅前 - 桜通り十文字 - 作新学院前 - 陽西中前 - 宝木 - 仁良塚 - 新里町 - [46]ろまんちっく村

### 済生会病院・帝京大学方面
- [01]JR宇都宮駅 - 今泉一丁目 - 竹林十文字 - [18]済生会病院
- [01]JR宇都宮駅 - 今泉一丁目 - 竹林十文字 - 済生会病院 - 宇都宮北高校 - 豊郷台 - [60]帝京大学
- [01]JR宇都宮駅 - 宇商高前 - 富士見ヶ丘入口 - 豊郷台 - [60]帝京大学

☆平成30年4月2日月曜より、JR宇都宮駅発の深夜バスが運行されていたが、令和6年3月16日のダイヤ改正で廃止された。
※朝夕は直通便の運行もある。
- [01]JR宇都宮駅 - 宇商高前 - 富士見ヶ丘入口 - 豊郷台 - 帝京大学 - [60]宇都宮美術館
- [01]JR宇都宮駅 - 宇商高前 - 富士見ヶ丘入口 - 豊郷台 - 帝京大学 - 瓦谷町東 - [64]ニュー富士見[注釈 3]

### 大谷・鹿沼方面
- [01]JR宇都宮駅 - 県庁前 - 東武駅前 - 桜通り十文字 - 作新学院前 - 大谷橋 - 大谷観音 - [45]立岩
- [01]JR宇都宮駅 - 県庁前 - 東武駅前 - 桜通り十文字 - 作新学院前 - 大谷橋 - 森林公園入口 - ウェルサンピア栃木 - JR鹿沼駅 - 天神町 - [47]鹿沼営業所[注釈 4]
- JR宇都宮駅 - 県庁前 - 東武駅前 - 桜通り十文字 - 三の沢 - 羽黒下 - 長坂坂上 - 千渡 - JR鹿沼駅 - 天神町 - [43]鹿沼営業所[注釈 5][注釈 6]

### 楡木街道方面
- [01]JR宇都宮駅 - 県庁前 - 東武駅前 - 宇女高前 - 六道 - 楡木街道入口 - 上欠下 - 上石川十文字  -（[41]運転免許センター）[注釈 7] - 楡木駅入口 - [41]楡木車庫

※JR宇都宮駅から運転免許センター間の区間便もある。
※JR宇都宮駅 - 東武駅前 - 運転免許センターの直通便もある（東武駅前 - 免許センター間はノンストップで、鹿沼インター通り経由）

### 東京街道方面
- [01]JR宇都宮駅 - 県庁前 - 東武西口 - 一条 - 川田入口 - 台新田神社前 - 雀宮駅入口 - ジェイコーうつのみや病院 - 雀宮陸上自衛隊 - [25]上古山入口 - 上町／石橋総合病院入口 - [25]石橋駅

### みやバス・コミュニティバス
- みヤバス 市役所循環線
  - JR宇都宮駅 → 天神一丁目 →宇都宮城址公園東 → 市役所 → 東武西口 → 県庁前 → [33]JR宇都宮駅
- みヤバス 戸祭台循環線
  - JR宇都宮駅 → 県庁前 → 西塙田町 → 下戸祭二丁目 → 戸祭台 → グリーンヒル → 青葉台 → 下戸祭二丁目 → 西塙田町  → 県庁前 → [54]JR宇都宮駅
  - 専用車の日野・リエッセで運行される。運行開始にあたり、2種類の塗装の専用車が新規導入された。経年取替などで一般色の車両も使用される。
- きぶな号

- 日光市営バス（日光市）
  - 下小林線：今市車庫 - 上今市 - 相の道 - 東武下今市駅入口 - 今市中学校前 - 大室十字路 - 塩野室 - 下小林
  - 今中線・市営住宅線： 第三小学校 - 市営住宅前 - 今市中学校前 （学校休業日運休）

## 高速バス・空港リムジン
関東自動車の宇都宮発着の高速バスは全て本営業所を拠点としている。「北関東ライナー」については記事が統合された経緯もあり、別の節にて詳述する。

### 空港リムジンバス
- マロニエ号（成田線）：柳田車庫・JR宇都宮駅・鹿沼インター入口 ⇔ 成田空港（千葉交通との共同運行）
- マロニエ号（羽田線）：柳田車庫・JR宇都宮駅・東武宇都宮駅・鹿沼インター入口・佐野新都市バスターミナル ⇔ 羽田空港（東京空港交通との共同運行）

### 夜行便
- とちの木号：柳田車庫・JR宇都宮駅・鹿沼インター入口・栃木駅・久喜駅 ⇔ 京都駅・東梅田駅・大阪シティエアターミナル・ユニバーサル・スタジオ・ジャパン（近鉄バスとの共同運行）

## 移管・廃止路線
近年撤退・廃止された路線を掲載。なお、停留所名は廃止当時のものである。

### 一般路線
- JR宇都宮駅 - 県庁前 - 東武西口 - 川田入口 - 台新田神社 - 南署前 - 総合運動公園
- JR宇都宮駅 - 県庁前 - 東武駅前 - 桜通り十文字 - 国立病院前 - 下徳次郎 - 石那田 - 下大沢 - 今市市役所 - 大谷向駅 - 新高徳駅[注釈 9] - 東武ワールドスクウェア - 鬼怒川温泉駅 - 藤原町役場 - 鬼怒川公園駅
- JR宇都宮駅 - 県庁前 - 東武駅前 - 桜通り十文字 - 作新学院前 - 大谷橋 - 大谷観音 - 大谷資料館
- JR宇都宮駅 - 県庁前 - 東武駅前 - 桜通り十文字 - 作新学院前 - 大谷橋 - 大谷観音 - 立岩入口 - 多気山入口 - 新里[注釈 10]
- JR宇都宮駅 - 県庁前 - 東武駅前 - 桜通り十文字 - 作新学院前 - 大谷橋 - 大谷観音 - 立岩入口 - 多気山入口 - 新里 - ろまんちっく村
- JR宇都宮駅 - 県庁前 - 東武駅前 - 桜通り十文字 - 国立病院正門前 - 戸祭 - 宝木 - 仁良塚 - 新里[注釈 11]
- JR宇都宮駅 - 県庁前 - 東武駅前 - 桜通り十文字 - 国立病院前 - 下徳次郎 - 石那田 - 篠井 - 塩野室局 - 塩野室車庫（現・塩野室）
- 今市車庫（瀬川） - 東武下今市駅入口 - 大室西原 - 蛇木入口 - 塩野室車庫 - 塩野室局前

今市車庫（瀬川） - 大室西原間や、今市車庫（瀬川） - 塩野室車庫間の区間便もあった。
- JR宇都宮駅 - 県庁前 - 東武駅前 - 桜通り十文字 - 国立病院前 - 農業試験場 - 下徳次郎 - 山王団地

### みやバス路線
- JR宇都宮駅東口 → 宇都宮駅東公園 → 東コミュニティセンター → 今泉新町南 → 東署南 → 宇都宮駅東公園 → 宇都宮駅東口循環

#### ベルモール方面
- 宇都宮駅東口 - バイパス十文字 - 今泉町 - 陽東桜が丘 - ベルモール（2021年9月末をもって廃止）[14]

#### 宇大・ベルモール循環
- 宇都宮駅東口 - 東郵便局 - 宇大前 - 宇大工学部 - ベルモール - 陽東桜が丘 - 産業技術大学校 - 東宿郷東 - 宇都宮駅東口（両回り運行）

2021年10月東野平出営業所に移管。

### 高速バス
- マロニエ新宿号（2001年 - 2006年）[注釈 12]
- とちの木号（真岡線：2002年 - 2006年）
真岡車庫・下館駅・小山車庫・小山駅・栃木駅 - 京都駅・東梅田駅・大阪シティエアターミナル・あべの橋バスステーション
- 北関東ライナー： 宇都宮 - 佐野新都市 - 前橋線[注釈 13]

## 北関東ライナー
- 北関東ライナーは、北関東自動車道経由で栃木県と茨城県間を結んでいた高速バスである。2022年12月1日付で路線廃止された。

### 路線概要
昭和後期までは、栃木県の県都宇都宮市と茨城県の県都水戸市の間には国鉄宇都宮自動車区が国道123号経由で運行する路線バス「茂木線」（その後、水都東線・水都西線に改称）があった。茂木線（水都西線・水都東線）の宇都宮 - 水戸直通便はその後一部便を茨城交通が運行した時期もあったが、1979年（昭和54年）に廃止され、以来30年間、宇都宮と水戸を直通する公共交通機関は無い状態が続いた。茨城県が2005年度（平成16年度）にまとめた北関東3県と新潟県、福島県の5県連携に係る基礎調査報告書の中で、5県間の相互旅客流動が最大なのが栃木県と茨城県間の流動であることを指摘すると共に、東京を含む1都5県間の相互旅客流動の立地的中心部にある栃木県が交流起点になり得ることと記している。また、宇都宮市役所においても総合政策部交通政策課が「宇都宮都市交通戦略短期施策」において「目的・ニーズに応じたバスの運行」として「ニーズによる新規路線の検討、実施」を計画の一つとして示しており、直通公共交通機関の検討が加えられてきた。
このような状況下において、2008年12月の北関東自動車道の東側区間（栃木都賀 - 水戸間）全通を機に、2009年9月から運行を開始したのが「北関東ライナー」（宇都宮 - 水戸線）である。
2008年（平成20年）12月、北関東自動車道真岡IC - 桜川筑西IC間が開通し宇都宮市と水戸市が高速道路で結ばれたのを機に、2009年（平成21年）7月に路線免許が申請され、同年9月17日より運行が開始された。両都市間への観光・ビジネスの他、茨城側からの新幹線アクセスとしての利用の期待もされている。関東自動車にとっては下館駅経由で運行されていたとちの木号小山・真岡線が2006年（平成18年）に廃止されて以来の茨城県乗り入れとなる。2009年（平成21年）12月にはこの開業を受け「やすらぎの栃木路」共同宣伝協議会により『「やすらぎの栃木路」2009冬・茨城キャンペーン』が企画発表され、参加団体である日光市や那須塩原市、栃木市等の代表が茨城県庁、茨城新聞、茨交トラベルサービスなどを訪問し観光キャラバンを行った。路線開設当初の茨城県側発着点は水戸駅南口であったが、2011年4月29日より茨城県側の発着地を国営ひたち海浜公園または茨城交通勝田営業所に変更・路線を延長した。なお、関東鉄道を含めた3社での共同運行だったが、同社は2011年3月31日で運行から撤退した。
座席定員制。予約不要だが、先着順で満員の場合は乗車できないことがある。42人乗りのトイレ付き車両が使用される。
運行会社
関東自動車が2往復、茨城交通が4往復を担当する。
- 関東自動車（簗瀬営業所所管）
- 茨城交通（浜田営業所所管、ひたちなかまで延伸運行していた間は勝田営業所所管）

### 運行経路・主要停車地
太字は停車停留所（一部割愛）。栃木県内のみ・茨城県内のみの利用不可。
- 2019年4月1日以降

JR宇都宮駅西口 - 栃木県庁前 - 東武宇都宮駅西口 - （国道123号） - 宇都宮大学前 - 宇都宮大学工学部前 - インターパーク - 宇都宮上三川IC - 北関東自動車道 - 友部JCT - 常磐自動車道 - 水戸IC - 大塚 - 赤塚駅 - 茨城大学前 - 大工町（水戸市） - 水戸駅北口 - 水戸駅南口
- 2011年4月29日から2019年3月31日までのひたちなか延長運転時

国営ひたち海浜公園発着
JR宇都宮駅西口 - 栃木県庁前 - 東武宇都宮駅西口 - （国道123号） - 宇都宮大学前 - 宇都宮大学工学部前 - インターパーク - 宇都宮上三川IC - 北関東自動車道 - 友部JCT - 常磐自動車道 - 水戸IC] - 大塚 - 赤塚駅 - 茨城大学前 - 大工町（水戸市） - 水戸駅北口 - 水戸駅南口（宇都宮行きのみ） - 勝田駅西口 - 海浜公園入口 - 海浜公園西口
勝田営業所発着
JR宇都宮駅西口 -（この間国営ひたち海浜公園発着便と同じ）- 勝田駅西口 - 茨城交通勝田営業所
宇都宮行きは「JR宇都宮駅西口 - 栃木県庁前 - 東武宇都宮駅西口」の順に停車し、東武宇都宮駅西口が終点となる。運行開始当初は水戸行きも東武宇都宮駅西口始発JR宇都宮駅経由だったが、2010年（平成22年）10月1日よりJR宇都宮駅発着にルート変更。その後宇都宮行きのみ、JR宇都宮駅経由東武宇都宮駅西口着に再変更した。ひたちなかへの路線延長していた時は、ひたちなか行のルートは水戸駅南口非経由だった。

### 路線沿革
- 2009年（平成21年）
  - 9月17日 - 関東自動車、茨城交通、関東鉄道の3社共同運行で水戸線運行開始。
- 2010年（平成22年）
  - 10月1日 - ダイヤ及び運行経路変更。
    - 宇都宮行きの宇都宮市内経路と終点が変更され、宇都宮駅西口を先に経由し東武宇都宮駅西口終点となる。茨城県内では茨城大学前経由となり新原三差路停留所、自由ヶ丘停留所は廃止となる。
- 2011年（平成23年）
  - 3月31日 - この日を以て関東鉄道が水戸線の共同運行から離脱。関東鉄道運行分は一時的に茨城交通が代替（茨城交通4往復、関東自動車2往復）し、運行本数は6往復を維持。
  - 4月29日 - ダイヤおよび運行経路変更予定。
    - 水戸線はひたちなか市内まで延伸した上で水戸行きの水戸市内の運行経路を一部変更し、国営ひたち海浜公園または茨城交通勝田営業所発着に変更。運行本数も両社3往復ずつにそろえられた。
- 2019年（平成31年・令和元年）
  - 4月1日 - 水戸駅から国営ひたち海浜公園および茨城交通勝田営業所間を廃止し、水戸駅南口発着に変更。茨城交通の担当営業所も勝田営業所から浜田営業所へ変更。
  - 10月1日 - 運賃改定とダイヤ改正を行う[26]。
- 2020年（令和2年）3月23日 - コロナウイルス感染症の流行に伴い、当面の間全便運休となる[27][28]。その後、運行を再開することなく2022年12月1日付で路線廃止[29]。2020年3月22日が事実上の最終運行日となった。